# Hoàng Ngọc Côn
Hoàng Ngọc Côn là một lãnh đạo của quân Thái Bình Thiên Quốc,một nhà nước chống lại nhà Thanh trong lịch sử Trung Quốc.Ông giữ chức vị Vệ Quốc hầu trong Thái Bình Thiên Quốc, về sau được đổi thành Vệ Thiên hầu.Ông là nhạc phụ của Dực vương Thạch Đạt Khai và có cháu gái nuôi là Thạch Ích Dương.Trong một lần kiệu của thúc thúc Đông vương Dương Tú Thanh là Dương Mậu Lâm đi qua thì tất cả mọi người đều quỳ xuống,nhưng có một vị quan trong phủ Yến Vương Tần Nhật Cương đã không quỳ mà vẫn đứng chải lông cho ngựa có ý khinh thường ông ta cho rằng chỉ là '' cáo mượn oai hùm'' nên đã bị đánh chưa hết Dương Mậu Lâm còn có ý làm khó ông nhưng ông chỉ nói '' người thì cũng đã đánh rồi '' và bỏ đi mặc kệ sự tức giận vẫn chưa dứt của Dương Mậu Lâm. Và Đông vương đã can thiệp vào và hóa thân thiên phụ để tuyên xử đánh ông 300 gậy ngay trước Thiên triều, trước mặt Thiên vương và bá quan văn võ, ngoài ra Yến vương Tần Nhật Cương và Tả Thiên hầu Trần Thừa Dung cũng bị xử đánh cùng ông.Vì lẽ đó ông và rất nhiều người đã kết thù với Đông vương và đây cũng là một nhân tố tạo nên sự kiện binh biến Thiên kinh sau này.Khi Dực vương phủ bị tàn sát ông cũng đã trách con trai Dực vương mình về quá muộn để Bắc vương lộng hành mà làm cả gia tộc phải chết thảm.